# 我的麻吉4個鬼
《我的麻吉4個鬼》（英語：Hello Ghost）是一部2023年臺灣喜劇電影，翻拍自2010年南韓電影《開心鬼上身》，由謝沛如導演，曾敬驊、邵雨薇、陸弈靜、蔡嘉茵、張再興、洪君昊主演。

## 劇情
地獄倒楣男阿緯（曾敬驊 飾）舉目無親無依無靠，老闆跑路工作也丟了，萬念俱灰下只想結束自己倒楣的人生，沒想到不僅死不成還被4個冤鬼纏身，衰上加衰！經過發發大師「降落」指點，只要完成4鬼遺願就可以送他們安心上路，於是阿緯只好心不甘情不願開始一段幫鬼圓夢的超級任務。
過程中和救護員筱茵越走越近，阿緯的命運被這群鬼帶到一條全新的岔路……

## 演員
- 曾敬驊 飾演 許辰緯(阿緯)
- 邵雨薇 飾演 余筱茵
- 陸弈靜 飾演 鬼婆婆
- 蔡嘉茵 飾演 鬼羞女
- 張再興 飾演 鬼大叔
- 洪君昊 飾演 鬼屁孩
- 百白 飾演 發發大師
- 謝坤達 飾演 余景天
- 鄧志鴻 飾演 常爺爺
- 應朗丰 飾演 旅館老闆
- 張書豪 飾演 精神科醫生
- 郁方 飾演 曾美好
- 李英宏 飾演 彩券行老闆
- 陳博正 飾演 組頭
- 朱凱柏 飾演 黑手肥仔
- 邱彥翔 飾演 筆錄警察
- 鄭欣倫 飾演 被回頭嚇到的路人
- 林靖淋 飾演 在夾娃娃店被嚇到的路人
- 鄒暟澐 飾演 阿緯小時候

## 票房
依據全國電影票房2023年11/20-11/26統計資訊，「我的麻吉4個鬼」的累積銷售票數為158,410張，累積銷售金額為39,064,451元。

## 獎項紀錄
| 年份 | 頒獎典禮     | 獎項               | 入圍者及作品                      | 收錄專輯                          | 結果 |
| ---- | ------------ | ------------------ | --------------------------------- | --------------------------------- | ---- |
| 2024 | 第35屆金曲獎 | 最佳演奏錄音專輯獎 | 盧律銘《我的麻吉4個鬼電影原聲帶》 | 盧律銘《我的麻吉4個鬼電影原聲帶》 | 提名 |

## 外部連結
- 互联网电影数据库（IMDb）上《我的麻吉4個鬼》的资料（英文）
- 豆瓣电影上《我的麻吉4個鬼》的資料 （简体中文）
- 我的麻吉4個鬼的新浪微博